# کالپانا لاجمی
کالپانا لاجمی (انگلیسی: Kalpana Lajmi; ۳۱ مهٔ ۱۹۵۴ – ۲۳ سپتامبر ۲۰۱۸) کارگردان فیلم، تهیه‌کننده و فیلم‌نامه‌نویس زن اهل هند بود.